# Saint-Martin-d'Estréaux
Saint-Martin-d'Estréaux is een gemeente in het Franse departement Loire (regio Auvergne-Rhône-Alpes). De plaats maakt deel uit van het arrondissement Roanne. Saint-Martin-d'Estréaux telde op 1 januari 2022 850 inwoners.

## Geografie
De oppervlakte van Saint-Martin-d'Estréaux De oppervlakte van Saint-Julien-Molin-Molette bedroeg op 1 januari 2022 29,6 vierkante kilometer; de bevolkingsdichtheid was toen 28,7 inwoners per km².

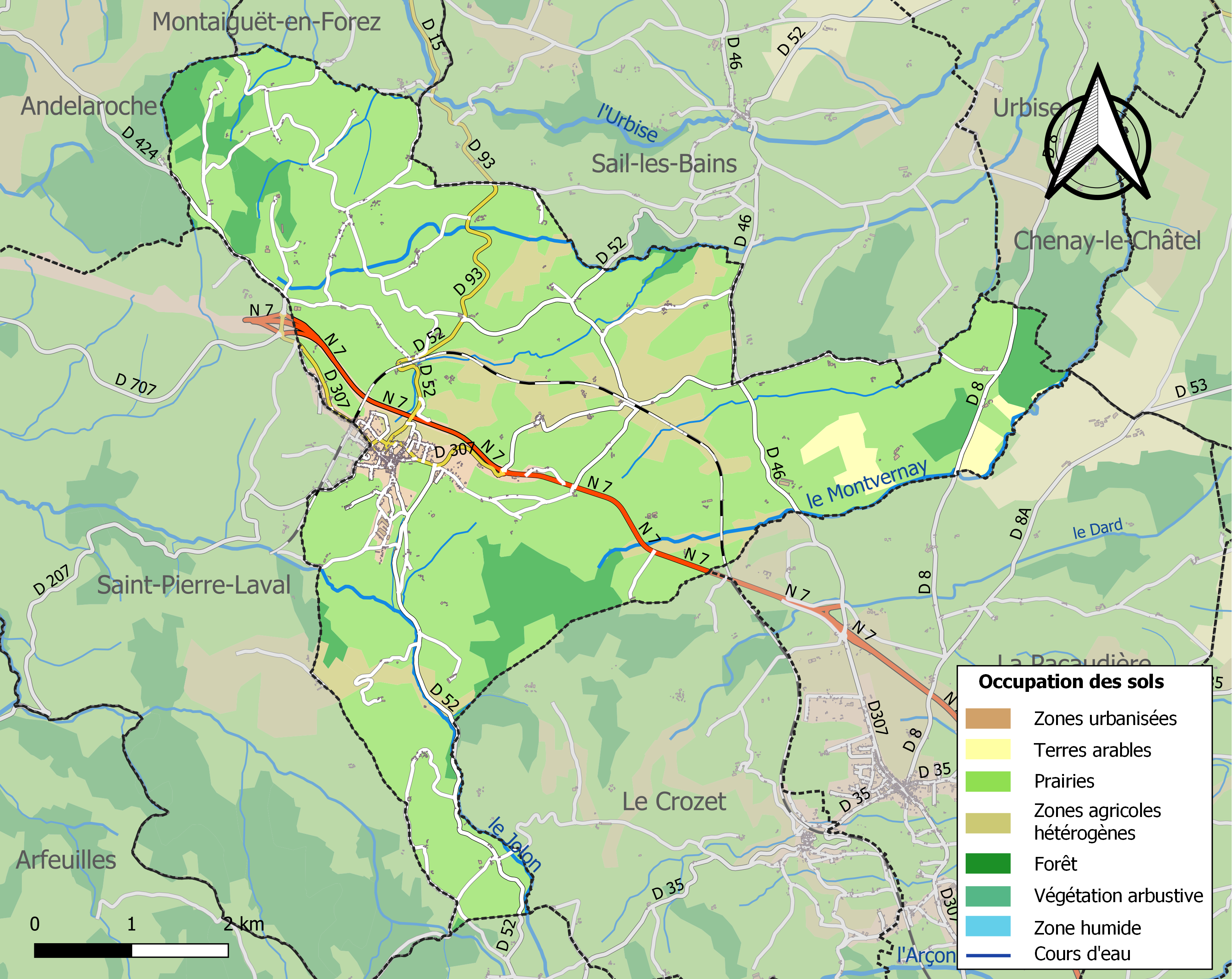
Kaart van de gemeente met de belangrijkste infrastructuur, bodemgebruik en omliggende gemeenten

## Demografie
Onderstaande figuur toont het verloop van het inwonertal (bron: INSEE-tellingen).